# Асташкин, Михаил Егорович

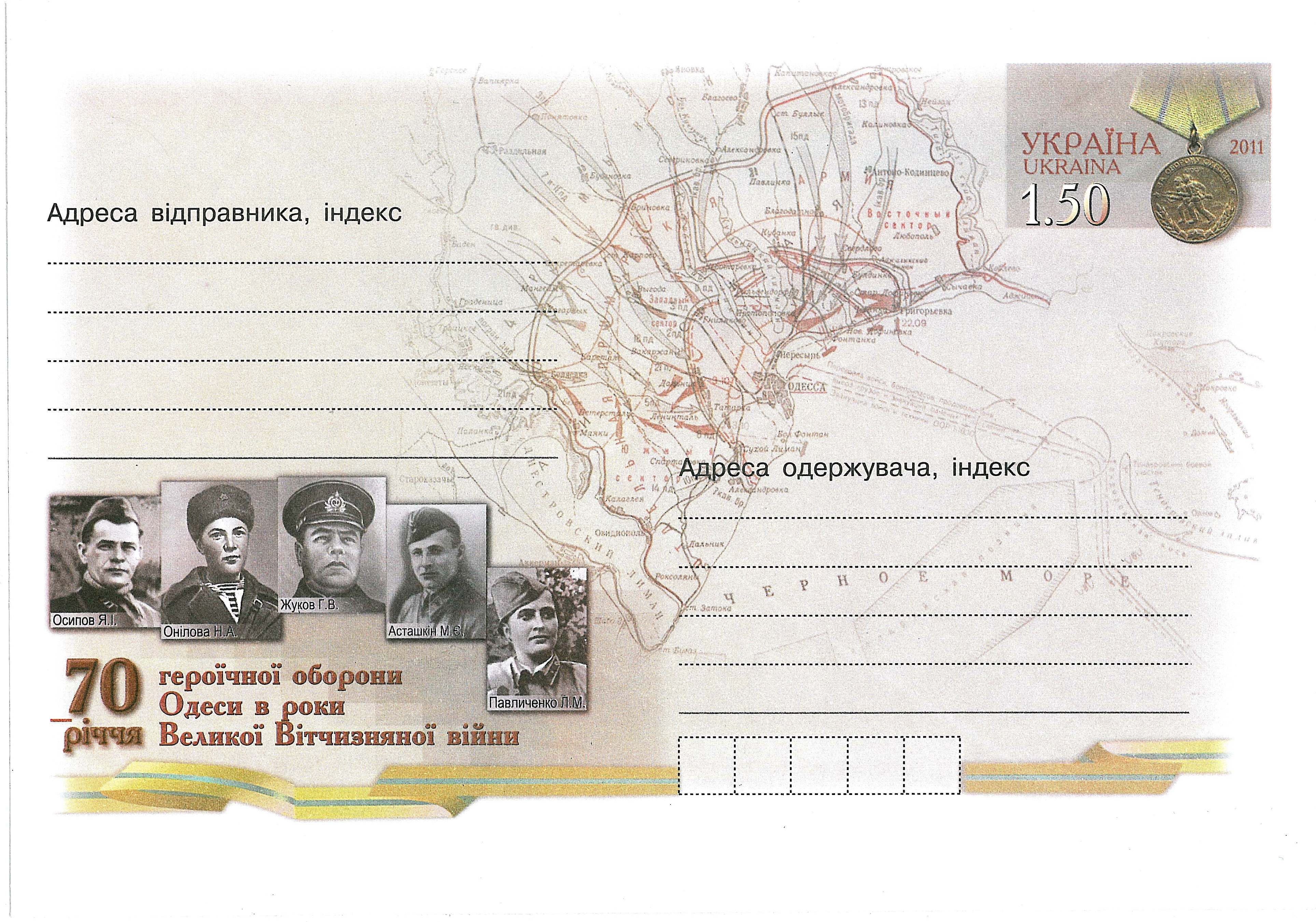
Карта обороны Одессы, медаль «За оборону Одессы» и герои: Осипов Я. И., Онилова Н. А., Жуков Г. В., Асташкин М. Е., Павличенко Л. М.; 2011 г. Конверт. Почта Украины

Михаи́л Его́рович Аста́шкин  (30 декабря 1908 — 14 сентября 1941 года) — советский военный лётчик, участник советско-финской и Великой Отечественной войн, в годы Великой Отечественной войны — командир эскадрильи 69-го истребительного авиационного полка Отдельной Приморской армии, Герой Советского Союза (10.02.1942), капитан.

## Биография
Родился 30 декабря 1908 года в селе Нащи ныне Сасовского района Рязанской области в семье крестьянина. Русский.
В 1925 году окончил семилетку в городе Елотьма Рязанской области. Член ВКП(б) с 1932 года.
В 1930 году был призван в Красную армию. В 1932 году направлен в Военно-теоретическую школу лётчиков а Ленинграде. Окончив теоретический курс, продолжил учёбу в 14-й военной школе летчиков в городе Энгельсе. Отлично закончив в декабре 1934 года курс лётной подготовки, Асташкин был оставлен там же инструктором и вскоре стал в школе одним из лучших воспитателей молодых лётчиков.
В 1940 году Михаил Асташкин участвовал в боях советско-финской войны в качестве командира авиационной эскадрильи. Награждён орденом Красного Знамени. В том же 1940 году прибыл в 69-й истребительный авиационный полк и вступил в командование 1-й авиационной эскадрильей.
С началом Великой Отечественной войны на фронте. Командир эскадрильи 69-го истребительного авиационного полка (Отдельная Приморская армия) капитан Асташкин отличился при обороне Одессы. Произвел 162 боевых вылета, в том числе 59 на штурмовку позиций фашистских войск. Лично сбил четыре и в группе восемь самолетов противника.
14 сентября 1941 года был подбит в воздушном бою и направил свой горящий самолёт на скопление пехоты противника в районе хутора Важный (Беляевский район Одесской области).

За период боевых действий капитан Асташкин сбил лично 4 и в группе — 8 самолётов противника. 14 сентября 1941 года при штурмовке пехоты врага прямое попадание противника вывело из строя самолет Асташкина, который, жертвуя жизнью, врезался в гущу врага в районе хутора Важный Одесской области.
— Из приказа войскам Южного фронта
5 ноября 1941 года постановлением военного совета Южного фронта награждён вторым орденом Красного Знамени (посмертно).
Указом Президиума Верховного Совета СССР от 10 февраля 1942 года капитану Асташкину Михаилу Егоровичу присвоено звание Героя Советского Союза (посмертно) в числе первых 12-ти лётчиков в 69-м полку.

## Награды
- Медаль «Золотая Звезда» Героя Советского Союза.
- Орден Ленина.
- Два ордена Красного Знамени.[2]

## Память
- Похоронен на Аллее Славы в Одессе.
- Именем Героя названа улица в Одессе[3].